# Adhikarchaur
Adhikarchaur (nep. अधिकारीचौर) – gaun wikas samiti w zachodniej części Nepalu w strefie Dhawalagiri w dystrykcie Baglung. Według nepalskiego spisu powszechnego z 2011 roku liczył on 1424 gospodarstwa domowe i 6683 mieszkańców (3760 kobiet i 2923 mężczyzn).